# Église Notre-Dame-d'Aix de Balaruc-les-Bains
L'église Notre-Dame-d'Aix, également appelée Notre-Dame-des-Eaux, est une ancienne église romane située à Balaruc-les-Bains dans le département français de l'Hérault en région Occitanie.

## Historique
L'église fut construite au XIIe siècle.
Citée en 1082 sous le nom d'Ecclesia Sancti Martini de Casello q. vocatur Ballaruc puis en 1187 dans une bulle du pape Urbain III, elle fut une possession du chapitre de la cathédrale Saint-Pierre-et-Saint-Paul de Maguelone
Vendue à des personnes privées en 1950, l'église sert de salle de cinéma, de quincaillerie et de magasin de fleuriste jusqu'à ce que la commune la rachète en 1994 après l'avoir fait inscrire à l'inventaire des monuments historiques le 17 octobre 1989,,.

## Architecture
De style roman, l'église possède un beau chevet polygonal édifié en calcaire coquillier des carrières de Balaruc-le-Vieux assemblé en opus monspeliensis, un appareil alternant des assises de pierres de taille minces et hautes, posées alternativement à plat et sur champ,.
Ce chevet est percé d'une porte cintrée et est divisé verticalement en deux registres par un cordon de pierre.